# Буэнос-Айрес (озеро)
Буэ́нос-А́йрес или Хенера́ль-Карре́ра — озеро ледникового происхождения в Патагонских Андах, на границе Чили и Аргентины. Площадь озера в настоящее время — 1850 км². Находится на высоте 208 м над уровнем моря, наибольшая глубина — 590 м. Западная часть озера — фьордообразная, обрамлена крутыми лесистыми склонами; восточная часть лежит на плато и окаймлена моренами. Сток из озера осуществляется через озеро Бертран в реку Бейкер, которая относится к бассейну Тихого океана.
Котлован озера появился из-за попеременного движения ледников в западном и восточном направлениях в плиоцене и позднем плейстоцене. До раннего голоцена уровень озера составлял 406 м над уровнем моря и из озера существовал сток в Атлантический океан через реку Рио-Десеадо. После абляции ледника с чилийской стороны озера открылся сток в Тихий океан через реку Бейкер, и уровень озера снизился до современного значения (208 м). Русло одного притоков, реки Феникс-Гранде, которая ранее впадала в озеро с востока, было изменено в 1898 году в ходе проекта под руководством Франсиско Морено. Часть воды была перенаправлена в бассейн реки Рио-Десеадо. Ветвление расположено недалеко от городка Перито-Морено.
Озеро открыто Карлосом Марией Мояно в ходе его экспедиции 1880—1881 гг — Мояно поднялся по Рио-Чико почти до истока, после чего отправился на север вдоль Патагонских Анд. На склоне горного массива Себальос (2748 м) на высоте более 1,5 тыс. м экспедиция Мояно открыла верховья Рио-Десеадо и озеро Буэнос-Айрес.
Озеро примечательно мраморными гротами, расположенными на чилийской части озера.